# Non mi fa dormire
Non mi fa dormire è un singolo del cantautore italiano Deddy, in collaborazione con la cantante italiana Caffellatte, pubblicato il 15 aprile 2022.

## Descrizione
Il brano, scritto da entrambi gli artisti con Alex Andrea Vella, in arte Raige, Emanuele Lovito, Francesco Perrelli, Marco Cannas e Matteo Di Nunzio, è prodotto da Dinv x Cvlto e Keezy x Cvlto.

## Video musicale
Il video musicale, diretto da Emanuel Lo, è stato pubblicato in concomitanza all'uscita del brano attraverso il canale YouTube della Warner Music Italy.

## Tracce
Testi e musiche di Dennis Rizzi, Giorgia Groccia, Alex Andrea Vella, Emanuele Lovito, Francesco Perrelli, Marco Cannas e Matteo Di Nunzio.
1. Non mi fa dormire – 2:46